# Пономарёв, Руслан Олегович
Русла́н Оле́гович Пономарёв (укр. Руслан Олегович Пономарьов, род. 11 октября 1983, Горловка, Донецкая область) — украинский шахматист, чемпион мира по версии ФИДЕ (2002—2004). Заслуженный мастер спорта Украины. Чемпион 36-й и 39-й шахматной олимпиады в составе сборной Украины.

## Биография
Учился шахматам в Краматорске, где провёл своё детство и юность.
В 1998 году стал самым молодым в мире гроссмейстером.
В январе 2002 года стал самым юным чемпионом мира по версии ФИДЕ.
Вице-чемпион Европы среди мужчин (2001).
В 2002 году занял 2-е место на международном турнире в Линаресе.
Двукратный финалист Кубка мира 2005 и Кубка мира 2009. Победитель международного турнира в Дортмунде (2010).

## Спортивные результаты
| Год  | Город          | Турнир                      | + | − | =  | Результат | Место |
| ---- | -------------- | --------------------------- | - | - | -- | --------- | ----- |
| 2010 | Дортмунд       | 38-й международный турнир   | 4 | 1 | 5  | 6½ из 10  | 1     |
| 2011 | Вейк-ан-Зее    | 73-й международный турнир   | 2 | 2 | 9  | 6½ из 13  | 7-8   |
| 2011 | Киев           | 80-й чемпионат Украины      | 6 | 0 | 5  | 8½ из 11  | 1     |
| 2011 | Ханты-Мансийск | Кубок Мира по шахматам 2011 | 7 | 4 | 17 | 15½ из 28 | 4     |
| 2013 | Киев           | 82-й чемпионат Украины      | 4 | 0 | 7  | 7½ из 11  | 2     |

| Графики недоступны из-за технических проблем. См. информацию на Фабрикаторе и на mediawiki.org. |

## Награды
- Орден князя Ярослава Мудрого V ст. (2002)[4] — за достижение высоких результатов на чемпионате мира по шахматам (Москва, 2001—2002 гг.), весомый вклад в укрепление международного спортивного авторитета Украины;
- Орден «За заслуги» III ст. (2004)[5] — за победу на 36-й Всемирной шахматной олимпиаде 2004 года в Испании, весомый личный вклад в повышение международного спортивного авторитета Украины.